# 리틀 피쉬
리틀 피쉬(Little Fish)는 오스트레일리아에서 제작된 로완 우즈 감독의 2005년 범죄, 드라마, 멜로/로맨스, 스릴러 영화이다. 케이트 블란쳇 등이 주연으로 출연하였고 빈센트 쉬핸 등이 제작에 참여하였다.

## 출연

### 주연
- 케이트 블란쳇
- 샘 닐
- 휴고 위빙

### 조연
- 마틴 헨더슨
- 노니 해즐허스트
- 더스틴 응유엔
- 조엘 토벡
- 리사 맥컨
- 수지 포터

## 제작진
- 미술: 루이기 피토리노
- 의상: 멜린다 도링
- 배역: 앤 로빈슨

## 같이 보기
- 오스트레일리아 영화